# أشلي بيتمان
أشلي بيتمان (بالإنجليزية: Ashley Bateman)‏ هو لاعب دوري الرغبي بريطاني، ولد في 7 يوليو 1988 في روندا كينون تاف ‏ في المملكة المتحدة.